# بين كوسغروف
بين كوسغروف (بالإنجليزية: Ben Cosgrove) هو ملحن أمريكي، ولد في 30 يناير 1988.

## روابط خارجية
- بين كوسغروف على موقع IMDb (الإنجليزية)